# La Politique
Pour les articles homonymes, voir politique.
La Politique est un magazine politique suisse qui paraît en français et en allemand huit à dix fois par année depuis 2005. 
Il entend véhiculer l’opinion du centre de l’échiquier politique et est proche du PDC Suisse[réf. nécessaire]. Chaque édition est consacrée à un thème spécifique. Outre les articles dédiés à ce thème, on y trouve diverses rubriques et colonnes abordant divers aspects actuels de la vie économique, économique et de la société.

## Histoire
Le premier numéro du magazine est paru le 1er février 2005 en remplacement de La Gazette publiée durant les années 1990. Au mois de septembre 2009, l’édition imprimée de La politique a été complétée par une version en ligne. Depuis le 1er janvier 2010, ce magazine n’est plus produit et diffusé par le PDC mais par une association portant son nom.   